# Michele Attaliate
Michele Attaliate (in greco medievale: Μιχαὴλ ὁ Ἀτταλειάτης; Adalia, ... – ...; fl. XI secolo) è stato uno storico e giurista bizantino.

## Biografia
L'Attaliate era originario dell'arcaica provincia di Panfilia. Dopo gli studi esercitò fin dalla prima età la professione di avvocato presso il foro nella capitale imperiale, Costantinopoli, dove ricoprì ruoli di grande importanza all'epoca, durante i governi degli imperatori: Romano IV Diogene; di Michele Ducas il Parapinace, del di lui figlio e vice Costantino Ducas; e di Niceforo III Botaniate. Grazie a buone entrate monetarie dovute a investimenti fondiarî accumulò un ingente benessere; si adoperò, in seguito, anche ad attività generose, come l'avviò di una casa per i poveri in Rodosto, e l'apertura di un altro centro monastico nella capitale. Lavorò come insegnante e trattatista presso l'Università di Costantinopoli, dove scrisse un'operetta di diritto (Ποίημα νομιχὸν ἤτοι σύνοψις πραγματική; 1073-1074). La Diataxis (Διάταξις; 1077), documento che attesta l'apertura dell'ospizio e del monastero su suo interesse, è un testo considerato particolarmente lungimirante per i bizantinisti e per gli storici in generale.
Un altro scritto di valore che produsse è l'Historia (ἹΙστορία; 1034-1079) dell'Impero bizantino.

## Opere
- Ποίημα νομιχὸν ἤτοι σύνοψις πραγματική;
- Διάταξις;
- ‛Ιστορία, la sua celebre opera storiografica;